# John Arcudi
John Arcudi é um escritor americano de banda desenhada, tendo como seus trabalhos mais conhecidos as primeiras histórias de The Mask (O Máskara), suas contribuições em B.P.R.D e Major Bummer.
Um dos trabalhos mais marcantes de Arcudi foi com o personagem O Máscara, escrevendo as minisséries O Máskara, O Retorno do Máskara e O Máskara Contra-Ataca, onde, junto com o desenhista Doug Mahnke, redefiniu o personagem criado por Mike Richardson (anteriormente conhecido como "Masque"). Em 2001, a DC relançou a revista da equipe Patrulha do Destino, e colocou Arcudi como responsável pela escrita da série. Em 2009, John Arcudi contribui com a antologia Wednesday Comics, roteirizando histórias do Superman. Arcudi também colaborou com diversas revistas do B.P.R.D., do universo de Hellboy.